# Deutscher Reichsausschuß für Leibesübungen
Der Deutsche Reichsausschuß für Leibesübungen (DRA, DRAfL) war während der Weimarer Republik Dachverband des Sports in Deutschland.

## Geschichte
Der DRA ging 1917 aus dem Deutschen Reichsausschuß für Olympische Spiele (DRA, DRAfOS) hervor. Durch den Ersten Weltkrieg und seine Folgen war Deutschland von den Olympischen Spielen ausgeschlossen: Weder konnte es die 1916 für Berlin geplanten Spiele ausrichten, noch wurde es zu denen von 1920 und 1924 eingeladen. So drückte die Namens-Änderung auch eine Abkehr vom olympischen Gedanken aus. Für die von den Olympischen Spielen ausgeschlossenen deutschen Athleten begründete der Reichsausschuß die Deutschen Kampfspiele, die ab 1922 im Turnus von vier Jahren ausgetragen wurden und ein ähnliches Programm wie die Olympischen Spiele umfassten. Zu ihnen waren auch Auslandsdeutsche (z. B. aus Österreich, dem Elsass und dem Sudetenland) zugelassen.
1925 trennten sich nationaler Dachverband und Olympisches Komitee: Der neu gegründete Deutsche Olympische Ausschuß betrieb die Wieder-Zulassung Deutschlands, während der Reichsausschuß für Leibesübungen sich als Dachverband des Sports für Deutschland verstand. Er umfasste aber längst nicht alle Verbände und Sportarten. Insbesondere die Vereine und Verbände des Arbeitersports blieben ihm fern. Sie hatten schon 1912 einen eigenen Dachverband gegründet, die Zentralkommission für Sport und Körperpflege.
Der Reichsausschuß für Leibesübungen löste sich am 5. Mai 1933 (offizielle Bekanntgabe 10. Mai) rechtswidrig – ohne den dazu satzungsgemäß notwendigen Beschluss der Mitgliederversammlung – auf und übergab den organisierten bürgerlichen Sport damit widerstandslos dem Gestaltungsdrang der Nationalsozialisten. Nach einer Übergangszeit wurde er im Folgejahr durch den Deutschen Reichsbund für Leibesübungen (DRL) ersetzt, dem alle bis dahin nicht verbotenen Sportverbände und -vereine in einer Fachamtsstruktur eingegliedert wurden bzw. als assoziierte Mitgliedsverbände angegliedert wurden.

### Vorgängerinstitutionen des DRA
| Name                                                                         | Zeitraum  |
| ---------------------------------------------------------------------------- | --------- |
| Komitee für die Beteiligung Deutschlands an den Olympischen Spielen zu Athen | 1895–1896 |
| Komitee für die Beteiligung Deutschlands an den Olympischen Spielen zu Paris | 1899–1900 |
| Deutsches Komitee für die Olympischen Spiele in St. Louis 1904               | 1903–1904 |
| Deutscher Reichsausschuß für Olympische Spiele                               | 1904–1917 |

### Präsidenten des DRA und seiner Vorgängerinstitutionen
| Name                                           | Amtszeit  |
| ---------------------------------------------- | --------- |
| Philipp Ernst zu Hohenlohe-Schillingsfürst     | 1895–1896 |
| Aribert von Anhalt                             | 1899–1900 |
| Eduard Max Vollrath Friedrich zu Salm-Horstmar | 1903–1905 |
| Egbert Hoyer von der Asseburg                  | 1905–1909 |
| Victor von Podbielski                          | 1909–1916 |
| Ulrich von Oertzen                             | 1916–1919 |
| Theodor Lewald                                 | 1919–1934 |

## Führung
Der Vorstand hatte (1931) 27 Mitglieder:
- 3 Vorsitzende
- 3 stellv. Vorsitzende
- 2 Schriftführer
- 2 Schatzmeister
- 16 Beisitzer
- den Generalsekretär

Gemäß § 8 der Satzung betrug die Mindestzahl 16 Personen, von denen mindestens 10 den Mitgliedern im engeren Sinne (s. u.) angehören mussten.
Führende Funktionäre des DRA waren Theodor Lewald (Erster Vorsitzender) und Carl Diem (Generalsekretär), die die Instrumentalisierung der Leibesübungen aktiv betrieben, um so die Voraussetzungen für staatliche Förderung zu schaffen.

## Mitglieder
1932 gehörten ihm 47 Verbände an, davon 36 Leibesübungen treibende und 11 Leibesübungen fördernde. Darüber hinaus waren 26 Reichs-, Landes- und Kommunalbehörden, 27 Hochschulen und 91 persönliche Mitglieder vertreten.

### Mitglieder im engeren Sinne
Als Mitglieder im engeren Sinne galten die Verbände, die Leibesübungen treiben. Ihre Stimmenzahl in der Hauptversammlung richtete sich nach ihrer Mitgliederzahl.
- Deutscher und Österreichischer Alpenverein (Gründung 1869 / Beitritt 1922)
- Deutscher Reichsverband für Amateurboxen (1920 / 1924)
- Deutscher Athletik-Sportverband von 1891 e. V. (1891 / 1904)
- Allgemeiner Deutscher Automobil-Club (1903 / 1925)
- Automobilclub von Deutschland (1899 / 1925)
- Deutscher Bob-Verband (1908 / 1920)
- „Eichenkreuz“ (Verband für Leibesübungen in den evangelischen Jungmännerbünden Deutschlands) (1921 / 1921)
- Deutscher Eislaufverband (1888 / 1904)
- Deutscher Fechterbund (1911 / 1904)
- Deutscher Fußball-Bund (1900 / 1904)
- Deutscher Golfverband (1907 / 1913)
- Deutscher Hockey-Bund (1909 / 1913)
- Reichsverband für Jiu Jitsu (1920 / 1926)
- Deutsche Jugendkraft, Reichsverband für Leibesübungen in kath. Vereinen (1920 / 1920)
- Deutscher Kanuverband (1914 / 1920)
- Deutscher Keglerbund (1885 / 1922)
- Deutscher Luftfahrtverband (1902 / 1923)
- Deutscher Motorradfahrerverband (1923 / 1925)
- Bund Deutscher Radfahrer (Bund Deutscher Kraftfahrer) (1884 / 1904)
- Deutscher Rad- und Motorfahrerverband „Concordia“ (1909 / 1922)
- Reichsverband für Zucht und Prüfung Deutschen Warmbluts (1905 / 1922)
- Deutscher Rodelbund (1911 / 1922)
- Deutscher Ruderverband (1883 / 1904)
- Deutscher Rugby-Fußball-Verband (1900 / 1919)
- Reichsgemeinschaft für Kleinkaliberschießsport (Zusammenschluss 1926):
  - Deutscher Schützenbund (Kl.-Kal.-Schießen) (1861 / 1914)
  - Deutsches Kartell für Jagd- und Sportschießen (Kl.-Kal.-Schießen) (1919 / 1922)
  - Reichsverband Deutscher Kleinkaliberschützenverbände (1925 / 1926)
- Vereinigung deutscher Schießverbände (Zusammenschluss 1924):
  - Verband der Schießvereine deutscher Jäger (1900 / 1914)
  - Deutscher Schützenbund (ohne Kl.-Kal.-Schießen) (1861 / 1919)
  - Deutsches Kartell für Jagd- und Sportschießen (1914 / 1922)
- Deutscher Schwimmverband (1886 / 1904)
- Deutscher Segler-Verband (1888 / 1917)
- Deutscher Segler-Bund (1912 / 1926)
- Deutscher Ski-Verband (1905 / 1913)
- Deutsche Sportbehörde für Leichtathletik, Handball und Sommerspiele (1898 / 1904)
- Deutscher Tennisbund (1902 / 1904)
- Deutsche Turnerschaft (1860 / 1906)
- Allgemeiner Deutscher Turnerbund (1922 / 1925)
- Turnergilde im Deutschnationalen Handlungsgehilfen-Verband (1922 / 1924)
- Reichsverband für Frauenturnen in katholischen Vereinen (1927 / 1928)

### Mitglieder im weiteren Sinne
Als Mitglieder im weiteren Sinne galten
- Vereinigungen, die Leibesübungen fördern
- Reichs-, Staats- und Gemeindebehörden, die sich zur Unterstützung des DRA bereit erklärt haben
- Personen, die sich um die Leibesübungen verdient gemacht haben und sich zur Mitarbeit bereit erklären

Sie hatten in der Hauptversammlung lediglich beratende Stimme.
- Bund der Deutschen Reichsbahn-Turn- und Sportvereine im Reichsverband der Eisenbahnvereine (Gründung 1926 / Beitritt 1931)
- Arbeitsgemeinschaft Deutscher Post-Sportvereine (1924 / 1931)
- Deutscher Ärzte-Vereinsbund (1873 / 1920)
- Deutscher Gymnastikbund (1925 / 1926)
- Jungdeutschland-Bund (1911 / 1913)
- Allgemeiner Deutscher Lehrerinnen-Verein (1890 / 1926)
- Deutscher Philologen-Verband (1904 / 1924)
- Verband Deutscher Sportlehrer (1918 / 1920)
- Deutscher Turnlehrerverein (1893 / 1919)
- Verband der Deutschen Hochschulen (1920 / 1928)
- Deutsche Gesellschaft für Samariter- und Rettungswesen (1909 / 1928)
- 26 Reichs-, Landes- und Kommunalbehörden
- 27 Universitäten und Hochschulen
- 91 Persönliche Mitglieder

## Mitgliederstatistik
Die Mitgliederzahlen der angeschlossenen Verbände betrugen im Jahr 1931:
| Name                                            | Vereine   | Mitglieder |
| ----------------------------------------------- | --------- | ---------- |
| Deutscher und Österr. Alpenverein               | S: 438    | 195.000    |
| Deutscher Reichsverband für Amateurboxen        | 390       | 48.000     |
| Deutscher Athletik-Sportverband von 1891        | 860       | 121.151    |
| Allgemeiner Deutscher Automobil-Club            | OG: 1.400 | 133.000    |
| Automobilclub von Deutschland                   | –         | ca. 25.000 |
| Deutscher Bob-Verband                           | 15        | ca. 900    |
| „Eichenkreuz“ (in den evang. Jungmännerbünden)  | 7.252     | 228.785    |
| Deutscher Eislaufverband                        | 145       | 16.000     |
| Deutscher Fechterbund                           | 49        | 1.720      |
| Deutscher Fußball-Bund                          | 7.277     | 935.923    |
| Deutscher Golfverband                           | 33        | 5.300      |
| Deutscher Hockey-Bund                           | 499       | 33.099     |
| Reichsverband für Jiu Jitsu                     | 20        | 500        |
| Deutsche Jugendkraft                            | 5.987     | 699.870    |
| Deutscher Kanuverband                           | 550       | 20.000     |
| Deutscher Keglerbund                            | O/K: 833  | 95.587     |
| Deutscher Luftfahrtverband                      | 524       | 44.773     |
| Deutscher Motorradfahrerverband                 | 749       | 31.000     |
| Bund Deutscher Radfahrer                        | 2.500     | 75.000     |
| Dt. Rad- und Motorfahrerverband „Concordia“     | 1.074     | 29.424     |
| Reichsverband für Deutsches Warmblut            | 345       | 210.000    |
| Deutscher Rodelbund                             | 35        | 1.500      |
| Deutscher Ruderverband                          | 1.055     | 116.719    |
| Deutscher Rugby-Fußball-Verband                 | 65        | 20.000     |
| Reichsgemeinschaft für Kleinkaliberschießsport  |           |            |
| 0 Deutscher Schützenbund (KK)                   | k. A.     | k. A.      |
| 0 Dt. Kartell für Jagd- und Sportschießen (KK)  | 1.010     | 96.000     |
| 0 Reichsverband Deutscher KK-Schützenverbände   | 6.054     | 304.000    |
| Vereinigung deutscher Schießverbände            |           |            |
| 0 Verband der Schießvereine dt. Jäger           | 24        | 16.082     |
| 0 Deutscher Schützenbund (ohne KK-Schießen)     | 1.930     | 63.389     |
| 0 Deutsches Kartell für Jagd- und Sportschießen | 70        | 15.000     |
| Deutscher Schwimmverband                        | 885       | 128.000    |
| Deutscher Segler-Verband                        | 152       | 22.000     |
| Deutscher Segler-Bund                           | 122       | 6.002      |
| Deutscher Ski-Verband                           | 1.335     | 104.767    |
| Deutsche Sportbehörde für Leichtathletik        | 5.358     | 618.520    |
| Deutscher Tennisbund                            | 1.017     | 97.749     |
| Deutsche Turnerschaft                           | 12.764    | 1.609.963  |
| Allgemeiner Deutscher Turnerbund                | 400       | 40.000     |
| Turnergilde im DHV                              | 265       | 55.000     |
| Reichsverband f. Frauenturnen in kath. Vereinen | 4.120     | 260.000    |

S = Sektionen – OG = Ortsgruppen – O/K = 480 Ortsvereine + 353 Klubs – k. A. = keine Angabe (Beim Deutschen Schützenbund wurden die Zahlen für Kleinkaliber- und die restlichen Sparten nicht getrennt ausgewiesen. Die weiter unten sind die Gesamtzahlen).
| Name                                    | Vereine  | Mitglieder |
| --------------------------------------- | -------- | ---------- |
| Bund der Deutschen Reichsbahn-TSV       | 254      | 44.500     |
| AG Deutscher Post-Sportvereine          | 80       | 41.000     |
| Deutscher Ärzte-Vereinsbund             | 617      | 41.100     |
| Deutscher Gymnastikbund                 | –        | 1.200      |
| Bund Jungdeutschland                    | –        | ?          |
| Allgem. Deutscher Lehrerinnen-Verein    | –        | ca. 40.000 |
| Deutscher Philologen-Verband            | 30       | 30.000     |
| Verband Deutscher Sportlehrer           | –        | 727        |
| Deutscher Turnlehrerverein              | 10       | 2.789      |
| Verband der Deutschen Hochschulen       | –        | ?          |
| Dt. Ges. f. Samariter- u. Rettungswesen | K: 1.500 | 47.000     |

K = Kollegien

## Bedeutende Nichtmitglieder
Bis auf die Verbände des Arbeitersports waren es fast nur zahlenmäßig kleine Sportverbände, die nicht dem DRA angehörten. Als bedeutendere Ausnahmen seien hier erwähnt (Stand 1931):
- Reichsverband Deutscher Gebirgs- und Wandervereine (Gründung 1883, 63 Vereine, 240.000 Mitglieder)
- Deutscher Turnerbund (Gründung 1919, 816 Vereine, 114.176 Mitglieder). Nicht zu verwechseln mit dem heutigen Deutschen Turner-Bund (DTB), der sich als Nachfolger der Deutschen Turnerschaft betrachtet.
- Vereinigung Deutscher Radsportverbände (Zusammenschluss 1924, 1.420 Vereine, 80.372 Mitglieder)
- Vereinigung der ländlichen Reit- und Fahrvereine Deutschlands (Gründung 1922, 2.000 Vereine, 60.000 Mitglieder)
- Deutscher Anglerbund (Gründung 1900, 16.000 Mitglieder)
- Deutscher Tischtennis-Bund (Gründung 1925, 107 Vereine, 10.000 Mitglieder)

## Das Sportabzeichen
1912 bringt der Mitbegründer der Deutschen Hochschule für Leibesübungen Carl Diem den Gedanken eines Sportabzeichens von Stockholm nach Deutschland. Mit einem solchen Abzeichen sollten Aktivitäten und Leistungen von Sportlern durch ein vom Sportverband verliehenes und öffentlich tragbares Zeichen demonstriert werden. Er hoffte, wie sich später zeigte, zu Recht, dass durch ein solches Abzeichen der Gedanke des Massensportes in der Gesellschaft gefördert werden könnte.
Noch im gleichen Jahr beschließt der Reichsausschuß für die Olympischen Spiele die Verleihung einer „Auszeichnung für vielseitige Leistungen auf dem Gebiet der Leibesübungen“. Diese Auszeichnung gibt es zunächst nur für Männer, bis nach dem Ersten Weltkrieg der Name in Deutsches Turn- und Sportabzeichen geändert wird und nun auch für Frauen zu erwerben ist. Verantwortlich dafür zeichnet der Deutsche Reichsausschuß für Leibesübungen. 1925 wird dann für Jungen und 1927 für Mädchen bis 18 Jahre das Reichsjugendabzeichen eingeführt.
Als Deutsches Reichs-Sport-Abzeichen wird das Sportabzeichen nach der Machtergreifung durch die Nationalsozialisten vom Deutschen Reichsbund für Leibesübungen übernommen und dann 1935 als staatliches Ehrenzeichen anerkannt, für das nun das Reichssportamt verantwortlich wird.

Sportabzeichen DRA in Gold

Mit dem Abzeichen in seiner zeitlichen, den politischen Entwicklungen im Deutschen Reich geschuldeten Modifikationen sollte eine öffentliche Anerkennung für vielseitige Leistungen auf dem Gebiet der Leibesübungen zum Ausdruck gebracht werden. Das Deutsche Reichs-Sport-Abzeichen forderte nach den Stiftungsunterlagen, die im Prinzip über die Zeit unverändert blieben, „eine fünffache Gutleistung, es ist eine Leistungsprüfung auf Herz- und Lungenkraft, auf Spannkraft, auf den Besitz von Körperfertigkeit, Schnelligkeit und Ausdauer“.
Zweck des Deutschen Reichs-Sport-Abzeichens war es, Anreiz zu geben,
- zur Erreichung der für die „Volkskraft“ notwendigen hochgesteigerten körperlichen Allgemeinausbildung und
- zur Bewahrung dieses Körperkönnens bis ins reife Alter.

Das Deutsche Reichs-Sport-Abzeichen wurde in drei Klassen, in Bronze, in Silber(versilbert) und in Gold(vergoldet) verliehen.
Das Sportabzeichen bestand in mehreren Varianten unverändert aus einem metallenen Ansteckabzeichen mit einem hochovalen Eichenlaubkranz, der unten mit einer Bandschleife gebunden wurde. Das Abzeichen konnte mit einer rückseitig angebrachten Nadel (für männliche Träger) oder Broschierung (für weibliche Träger) an der Kleidung befestigt werden. Im Inneren des Kranzes befanden sich die verschnörkelten Initialen der Stifter-(Träger-)organisation in zeitlicher Abfolge:
- DRA
- DRL ab 1935 mit einem auf die Bandschleife unten aufgelegten, auf der Spitze stehenden Hakenkreuz.

Abweichend hiervon besaßen die Reichsjugendabzeichen/Reichssportjugendabzeichen die Form eines runden Eichenlaubkranzes, innen mit den verschnörkelten Initialen „RJA“, ab 1935 mit einem unten aufgelegten Hakenkreuz.
Als Material für das Abzeichen wurde Buntmetall (Bronze) verwendet, das je nach Stufe noch versilbert oder vergoldet wurde.
Ab 1935 stand das Deutsche Reichs-Sport-Abzeichen in einer nicht klar ausgedrückten Konkurrenz zum SA-Sportabzeichen (ab 1938 SA-Wehrabzeichen), das in Trägerschaft der SA dazu geschaffen wurde, den Gedanken der Wehrfähigkeit mit der Sportausübung zu verbinden.
Bis zur Einstellung der Verleihung im Jahre 1944 betrug die Anzahl der Erwerbungen rund 1,5 Millionen Sportler. Nach der Gründung der Bundesrepublik Deutschland wurde nach einigen Aktivitäten in einzelnen Bundesländern im Jahre 1952 das Deutsche Sportabzeichen auf Initiative des Deutschen Sportbundes neu geschaffen.

## Veranstaltungen
Der Deutsche Reichsausschuß für Leibesübungen führte 1922 bis 1930 die Deutschen Kampfspiele durch:
| Deutsche Kampfspiele (Sommer) - 18. Juni – 2. Juli 1922 Berlin - 4.–11. Juli 1926 Köln - 26.–29. Juni 1930 Breslau | Deutsche Kampfspiele (Winter) - 23.–29. Januar 1922 Garmisch und Partenkirchen (Oberbayern) - 23.–31. Januar 1926 Triberg und Titisee (Schwarzwald) - 11.–19. Januar 1930 Krummhübel (Riesengebirge) |